# 테디 셰링엄
에드워드 폴 셰링엄(영어: Edward Paul Sheringham, MBE 에드워드 폴 셰링엄[*], 1966년 4월 2일 ~ )은 영국의 프로 축구 선수이다. 쉐링엄은 공격수로 주로 활동하였으며, 클럽팀에서 다양한 우승을 경험하였다. 그 중 가장 주목할 우승은 1998-99 시즌에 맨체스터 유나이티드 FC 소속으로 트레블을 달성한 것이다. 그는 2007-08 시즌이 끝난 후 42세에 콜체스터 유나이티드에서 은퇴하였다.

## 클럽 경력

### 밀월
쉐링엄은 그당시 이스미언 리그에서 활동하던 레이턴스톤 & 일퍼드와 밀월 유소년팀과의 경기에서 밀월 스카우터의 눈에 들어, 그의 나이 16세에 밀월에서 프로 경력을 시작하였다. 계약을 하고 난 후, 그는 처음엔 연습생으로 지내오다 1984년 6월에 본머스와의 경기에서 두 번째 출장 만에 골을 기록하였다. 1985년에 올더숏과 스웨덴의 유르고르덴으로 임대되어 갔다 온 뒤부터, 그는 밀월의 주요 선수가 되어 1980년대 후반을 팀 동료인 토니 캐스카리노(Tony Cascarino)와 함께 투톱을 이루었다. 그는 네 시즌 (1986-87, 1987-88, 1988-89, 1990-91)동안 클럽의 최다 득점 선수였다.
1987-88 시즌에 2부 리그에서 우승을 하며 그 당시 잉글랜드 축구의 최상위 리그였던 풋볼 리그 1부로 최초로 승격하였다. 쉐링엄은 1988-89 시즌 1부리그에서의 첫 홈경기에서 첫 골을 넣었다. 밀월은 1988년 10월부터 다음해 3월까지 리그 상위권을 차지하고 있었다. 그리고 쉐링엄 (15골)과 캐스카리노 (15골)은 득점 순위 상위 10명 안에 들어있었다. 밀월은 1988-89 시즌을 10위로 끝마쳤다.
밀월의 마력은 다음 시즌까지 지속되지 못했다. 1989-90 시즌에 밀월은 최하위로 시즌을 끝마쳤다. 쉐링엄은 부상으로 10경기를 뛰지 못했지만, 12골로 또한번 밀월 내 최다 득점 선수가 되었다. 1990-91 시즌에 밀월은 리그 5위를 기록하며 풋볼 리그 1부로 올라가기 위한 플레이오프에 나가게 되었다. 하지만 플레이오프 준결승전에서 브라이턴 & 호브 앨비언에 패하며 승격에는 실패하였다. 쉐링엄은 네번의 해트트릭을 포함하여 리그에서 33골, 총 37골을 득점하며 리그 최다 득점자가 되면서 두드러진 활약을 보여주었다. 하지만 밀월이 1부 리그로의 승격에 실패하면서 쉐링엄의 이적은 불가피하게 되었다.

### 노팅엄 포레스트
25세의 쉐링엄은 1991년 7월에 이적료 2백만 파운드에 노팅엄 포리스트로 이적하였다. 그는 1991-92 시즌에 노팅엄 포리스트가 8위로 마칠 수 있게 도왔고, 풋볼 리그 컵 결승에 올라 맨체스터 유나이티드에게 패하여 준우승을 차지하는 등의 좋은 활약을 보여주었다. 쉐링엄은 1992년 8월에 리버풀과의 경기에서 골을 기록하며 노팅엄 포리스트의 첫 번째 프리미어리그 득점을 기록하였다(이 골은 스카이 스포츠를 통해 라이브로 중계된 최초의 골이기도 하다). 그러나 일주일 뒤에 그는 210만 파운드에 토트넘 홋스퍼로 이적하였다. 노팅엄 포리스트는 공격에서의 쉐링엄의 빈자리를 메우는 데 실패하여 결국 1992-93 시즌을 최하위인 22위로 마치며 강등되었다.

### 토트넘 홋스퍼
어릴적 토트넘을 응원하던 쉐링엄은 첫 시즌에 22골 (토트넘에서 21골, 노팅엄에서 1골)을 넣으며 1992-93 시즌의 프리미어리그의 최다 득점자가 되었다. 1993-94 시즌에는 부상으로 인해 19경기 밖에 출전하지 못했지만 13골을 기록하며 팀내 최다 득점 선수가 되었다. 그의 부상은 토트넘의 성적 부진으로 이어졌고, 토트넘은 결국 리그 15위로 시즌을 마쳤다. 1993-94 시즌의 15위는 토트넘 역사상 최악의 성적이었다.
다음 시즌에는 쉐링엄은 토트넘이 리그 7위, FA컵 준결승전까지 올라가는 데 기여를 하였다.
1994-95 시즌에 쉐링엄의 공격 파트너였던 위르겐 클린스만은 후에 쉐링엄은 그가 겪어본 가장 영리한 공격 파트너였다는 말을 하였다. 쉐링엄은 1990년대 중반에 토트넘 팬들사이에서 매우 유명한 선수였고 프리미어리그에서도 훌륭한 공격수 가운데 하나였다. 그러나 1996-97 시즌이 끝났을 때의 쉐링엄은 31살의 나이로 축구 선수로 15년 동안 활약해 오면서 주요한 우승 트로피를 들어올린 적이 없었다.

### 맨체스터 유나이티드
1997년 6월, 쉐링엄은 350만 유로에 에리크 캉토나의 대체자로 맨체스터 유나이티드에 입단하였다. 맨체스터 유나이티드에서의 첫 경기는 아이러니컬하게도 전 소속팀이었던 토트넘 홋스퍼와의 경기였다. 올드 트래포드에서의 첫 시즌에 쉐링엄은 14골을 기록했지만, 1997-98시즌에 맨체스터 유나이티드는 우승컵 없이 시즌을 마쳤다. 1997-98 시즌 마지막 즈음에 볼턴과의 경기에서는 동료 공격수인 앤디 콜과의 불화가 발생하였다.
애스턴 빌라에서 드와이트 요크가 1998-99 시즌에 이적해 오자, 쉐링엄은 이적을 고려하기도 하였다. 게다가 팀에서의 출전 기회 역시 제한되지만, 리그 경기에 꾸준히 출전하면서 결국 그의 나이 33세에 처음으로 중요 우승 트로피를 들어올리게 되었다. 1주일 후에는 FA컵에서 맨체스터 유나이티드의 두 골 가운데 한 골을 넣게 되면서 두 번째 우승 트로피를 받았다. FA컵 우승 4일 뒤에 바이에른 뮌헨과의 챔피언스리그 결승전에서 드라마틱한 역전승의 동점골을 후반 추가 시간에 넣었고, 2분 후에는 올레 군나르 솔샤르가 역전골을 넣으면서 트레블의 대기록을 달성하게 되었다.
1999-2000 시즌에는 팀에서는 많은 골을 넣지는 못했지만, 개인 통산 두 번째인 리그 우승을 차지하였다. 2000-01 시즌에는 드와이트 요크를 대신하여 팀 내 최다 득점자가 되었다. 쉐링엄은 35세임에도 불구하고, 2002 FIFA 월드컵의 잉글랜드 축구 국가대표팀명단에 이름을 올렸다.

### 토트넘 홋스퍼
2000-01 시즌이 끝나고 난 뒤, 맨체스터 유나이티드와 4년 계약이 종료되었다. 2001년에 뤼트 판 니스텔로이가 영입되면서 쉐링엄은 더한 경쟁에 처하게 되었다. 쉐링엄은 맨체스터 유나이티드와의 1년 계약을 거절하고, 글렌 호들이 지휘봉을 맡은 토트넘 홋스퍼로 다시 돌아왔다.
돌아온 첫 시즌에 토트넘은 최근 6년간 가장 높은 순위인 9위를 기록하였고, 풋볼 리그 컵에서는 결승전에서 블랙번 로버스에 패하여 준우승을 차지하였다. 2002-03 시즌 역시 중위권인 10위로 시즌을 마감하였고, 쉐링엄은 두 시즌 동안 총 80경기를 토트넘의 유니폼을 입고 경기에 출전하였고, 26골을 기록하였다.
2008년 4월 4일에 쉐링엄과 현재 코치로 재직중인 클라이브 앨런(Clive Allen)이 토트넘 명예의 전당에 헌액된다는 발표가 나왔고, 2008년 5월 8일에 헌액되었다.

### 포츠머스
2002-03 시즌이 끝난 뒤, 토트넘은 쉐링엄과 재계약을 하지 않았고, 프리미어리그에 처음 승격한 포츠머스로 이적하였다. 쉐링엄은 단 한 시즌만을 계약하였다. 쉐링엄은 38경기에 출장하여 10골을 득점하였다.

### 웨스트햄 유나이티드 FC
쉐링엄은 챔피언십으로 강등된 웨스트햄 유나이티드로 이적하였고, 첫 시즌에 20골을 기록하면서 챔피언십의 리그 득점 순위 3위에 올랐다. 쉐링엄은 올해의 챔피언십 선수상을 받았고, 팀을 플레이오프 승리로 이끌면서 다시 프리미어리그로의 승격에 기여하였다. 쉐링엄의 1년 계약이 종료되고 난 뒤, 웨스트햄과 다시 계약을 연장하였고, 프리미어리그에서 또 다시 활동하게 되었다. 2006년 4월 2일, 찰튼 애슬레틱과의 후반전에 출장하면서 40대에 프리미어리그에서 활동한 선수 대열에 끼게 되었다. 2006년 5월 13일에는 40세 41일로 FA컵 결승전에 출장한 최고령 선수가 되었다. 또한 FA컵 결승전에서 득점을 한 최고령 선수로도 등재되었다. 그리고 2006년 8월 19일에는 40세 139일로 리그 최고령 출장선수로 기록되었다. 2006년 12월 26일에 포츠머스와의 경기에서 자신의 최고령 득점선수 기록을 경신하면서 2 대 1 승리를 이끌었다. 12월 30일에는 맨체스터 시티와의 경기에 출장하면서 40세 270일로 최고령 출장선수 기록을 경신하였다.

### 콜체스터 유나이티드
웨스트햄에서 방출된 후, 쉐링엄은 2007년 7월에 콜체스터 유나이티드와 계약하였고, 제이미 큐레튼의 8번을 배정받았다. 콜체스터에서의 첫 경기는 셰필드 유나이티드와의 원정 경기였고, 1주 후에는 반즐리와의 홈 경기에서 첫 득점을 하였다. 코번트리 시티와의 경기에서의 퇴장으로 세 경기 출장 정지 이후에, 셰필드 웬즈데이와의 원정 경기에서 2 대 1 승리에 기여하는 득점을 하였다.
콜체스터에 있는 동안, 쉐링엄은 풋볼 리그의 네 디비전을 통틀어 최고령 선수였고, 지금은 리그 700경기 이상을 뛴 선수로 기록되어 있다. 그는 2007-08 시즌이 종료되면서 콜체스터 유나이티드가 챔피언십에서 강등되면서 은퇴를 하게 되었는데, 그의 18년 선수생활동안의 첫 강등경험이었다.

## 경력 통계

### 클럽 기록
| 클럽     | 클럽                | 클럽         | 리그 | 리그 | 컵        | 컵        | 리그컵       | 리그컵       | 대륙 | 대륙 | 총계 | 총계 |
| 시즌     | 클럽                | 리그         | 출장 | 득점 | 출장      | 득점      | 출장         | 득점         | 출장 | 득점 | 출장 | 득점 |
| 잉글랜드 | 잉글랜드            | 잉글랜드     | 리그 | 리그 | FA컵      | FA컵      | 풋볼 리그 컵 | 풋볼 리그 컵 | 유럽 | 유럽 | 합계 | 합계 |
| -------- | ------------------- | ------------ | ---- | ---- | --------- | --------- | ------------ | ------------ | ---- | ---- | ---- | ---- |
| 1983-84  | 밀월                | 3부 리그     | 7    | 1    | -         | -         | -            | -            | -    | -    | 7    | 1    |
| 1984-85  | 밀월                | 3부 리그     | 0    | 0    | -         | -         | 1            | 0            | -    | -    | 1    | 0    |
| 1984-85  | 올더숏              | 4부 리그     | 5    | 0    | -         | -         | -            | -            | -    | -    | 5    | 0    |
| 스웨덴   | 스웨덴              | 스웨덴       | 리그 | 리그 | 스웨덴 컵 | 스웨덴 컵 | 리그컵       | 리그컵       | 유럽 | 유럽 | 합계 | 합계 |
| 1985     | 유르고르덴          | 디비전 1     | 21   | 13   | -         | -         | -            | -            | -    | -    | 21   | 13   |
| 잉글랜드 | 잉글랜드            | 잉글랜드     | 리그 | 리그 | FA컵      | FA컵      | 풋볼 리그 컵 | 풋볼 리그 컵 | 유럽 | 유럽 | 합계 | 합계 |
| 1985-86  | 밀월                | 2부 리그     | 18   | 4    | -         | -         | -            | -            | -    | -    | 18   | 4    |
| 1986-87  | 밀월                | 2부 리그     | 42   | 13   | 3         | 0         | 3            | 2            | -    | -    | 48   | 15   |
| 1987-88  | 밀월                | 2부 리그     | 43   | 22   | 1         | 0         | 4            | 0            | -    | -    | 48   | 22   |
| 1988-89  | 밀월                | 1부 리그     | 33   | 11   | 2         | 1         | 3            | 3            | -    | -    | 38   | 15   |
| 1989-90  | 밀월                | 1부 리그     | 31   | 9    | 3         | 2         | 3            | 1            | -    | -    | 37   | 12   |
| 1990-91  | 밀월                | 2부 리그     | 46   | 33   | 3         | 2         | 3            | 2            | -    | -    | 52   | 37   |
| 1991-92  | 노팅엄 포리스트     | 1부 리그     | 39   | 13   | 4         | 2         | 10           | 5            | -    | -    | 53   | 20   |
| 1992-93  | 노팅엄 포리스트     | 프리미어리그 | 3    | 1    | -         | -         | -            | -            | -    | -    | 3    | 1    |
| 1992-93  | 토트넘 홋스퍼       | 프리미어리그 | 38   | 21   | 5         | 4         | 4            | 3            | -    | -    | 47   | 28   |
| 1993-94  | 토트넘 홋스퍼       | 프리미어리그 | 19   | 13   | -         | -         | 2            | 2            | -    | -    | 21   | 15   |
| 1994-95  | 토트넘 홋스퍼       | 프리미어리그 | 42   | 18   | 6         | 4         | 2            | 1            | -    | -    | 50   | 23   |
| 1995-96  | 토트넘 홋스퍼       | 프리미어리그 | 38   | 16   | 6         | 5         | 3            | 3            | -    | -    | 47   | 24   |
| 1996-97  | 토트넘 홋스퍼       | 프리미어리그 | 29   | 7    | -         | -         | 3            | 1            | -    | -    | 32   | 8    |
| 1997-98  | 맨체스터 유나이티드 | 프리미어리그 | 31   | 9    | 3         | 3         | -            | -            | 7    | 2    | 41   | 14   |
| 1998-99  | 맨체스터 유나이티드 | 프리미어리그 | 17   | 2    | 4         | 1         | 1            | 1            | 4    | 1    | 26   | 5    |
| 1999-00  | 맨체스터 유나이티드 | 프리미어리그 | 27   | 5    | -         | -         | -            | -            | 9    | 1    | 36   | 6    |
| 2000-01  | 맨체스터 유나이티드 | 프리미어리그 | 29   | 15   | 2         | 1         | -            | -            | 11   | 5    | 42   | 21   |
| 2001-02  | 토트넘 홋스퍼       | 프리미어리그 | 34   | 10   | 2         | 1         | 6            | 2            | -    | -    | 42   | 13   |
| 2002-03  | 토트넘 홋스퍼       | 프리미어리그 | 36   | 12   | 1         | 0         | 1            | 1            | -    | -    | 38   | 13   |
| 2003-04  | 포츠머스            | 프리미어리그 | 32   | 9    | 3         | 1         | 3            | 0            | -    | -    | 38   | 10   |
| 2004-05  | 웨스트햄 유나이티드 | 챔피언십     | 33   | 20   | 2         | 1         | 1            | 0            | -    | -    | 36   | 21   |
| 2005-06  | 웨스트햄 유나이티드 | 프리미어리그 | 26   | 6    | 4         | 1         | 1            | 0            | -    | -    | 31   | 7    |
| 2006-07  | 웨스트햄 유나이티드 | 프리미어리그 | 17   | 2    | 1         | 0         | 1            | 0            | 1    | 0    | 20   | 2    |
| 2007-08  | 콜체스터 유나이티드 | 챔피언십     | 19   | 3    | 1         | 1         | -            | -            | -    | -    | 20   | 4    |
| 합계     | 잉글랜드            | 잉글랜드     | 734  | 275  | 56        | 30        | 55           | 27           | 32   | 9    | 877  | 341  |
| 합계     | 스웨덴              | 스웨덴       | 21   | 13   | -         | -         | -            | -            | -    | -    | 21   | 13   |
| 총 계    | 총 계               | 총 계        | 755  | 288  | 56        | 30        | 55           | 27           | 32   | 9    | 898  | 354  |

### 국가대표팀 득점 기록
| #  | 일자       | 경기장                           | 상대     | 결과 | 대회                    |
| -- | ---------- | -------------------------------- | -------- | ---- | ----------------------- |
| 1  | 1995-06-08 | 리즈, 엘런드 로드                | 스웨덴   | 3–3  | 엄브로 컵               |
| 2  | 1995-11-15 | 런던, 웸블리 스타디움            | 스위스   | 3–1  | 친선경기                |
| 3  | 1996-06-18 | 런던, 웸블리 스타디움            | 네덜란드 | 4–1  | UEFA 유로 1996          |
| 4  | 1996-06-18 | 런던, 웸블리 스타디움            | 네덜란드 | 4–1  | UEFA 유로 1996          |
| 5  | 1996-11-09 | 트빌리시, 보리스 파이차제 경기장 | 조지아   | 2–0  | 1998년 FIFA 월드컵 예선 |
| 6  | 1997-03-29 | 런던, 웸블리 스타디움            | 멕시코   | 2–0  | 친선경기                |
| 7  | 1997-04-30 | 런던, 웸블리 스타디움            | 조지아   | 2–0  | 1998년 FIFA 월드컵 예선 |
| 8  | 1997-05-31 | 호주프, 실롱스키 경기장          | 폴란드   | 2–0  | 1998년 FIFA 월드컵 예선 |
| 9  | 1998-04-22 | 런던, 웸블리 스타디움            | 포르투갈 | 3–0  | 친선경기                |
| 10 | 2001-05-25 | 더비, 프라이드 파크 스타디움     | 멕시코   | 4–0  | 친선경기                |
| 11 | 2001-10-06 | 맨체스터, 올드 트래퍼드          | 그리스   | 2–2  | 2002년 FIFA 월드컵 예선 |

## 수상 내역
| 잉글랜드 - 프리미어리그 우승 (3): 1998-99, 1999-00, 2000-01 - 프리미어리그 준우승 우승 (1): 1997-98 - 2부 리그 우승 (1): 1987-88 - 챔피언십 플레이오프 우승 (1): 2004-05 - FA컵 우승 (1): 1998-99 - FA컵 준우승 우승 (1): 2005-06 - 리그 컵 준우승 우승 (1): 1991-92 | 유럽 - UEFA 챔피언스리그 우승 (1): 1998-99 - 인터콘티넨털컵 우승 (1): 1999 스웨덴 - 스웨덴 2부 리그 북부 우승 (1): 1984-85 |

## 서훈
- 2007년 대영 제국 훈장 5등급(MBE) 수훈[1]